# Kim Weber (Boxer)
Kim Weber (* 13. Januar 1971 in Köln) ist ein ehemaliger deutscher Schwergewichtsboxer.

## Amateur
Kim Weber begann erst im Alter von 17 Jahren mit dem Boxsport, nachdem er zuvor anderen Kampfsportarten wie Kickboxen und Ju-Jutsu betrieben hatte. Als Amateur boxte er für den SC Colonia 06 Köln und bei Bayer Leverkusen unter Trainer Fritz Sdunek. Er bestritt nur 23 Amateurkämpfe, von denen er sechs verlor.

## Profikarriere
1994 wurde er Profi und unterschrieb bei Universum Box-Promotion. Nachdem er seine ersten 17 Kämpfe gewann, boxte er am 5. Oktober 1996 gegen seinen ebenfalls ungeschlagenen Frankfurter Rivalen Willi Fischer um die Deutsche Meisterschaft im Schwergewicht. Der Kampf, den Weber über zehn Runden nach Punkten gewann, fand in Köln statt und galt eher als Heimurteil.
Wenig später erlitt er bei einem schweren Motorradunfall einen Trümmerbuch der Kniescheibe und einen Außenbandabriß. Erst nach knapp einem Jahr konnte er in den Ring zurückkehren. Am 10. Juli 1998 ging er im Kampf um den deutschen Meistertitel sensationell gegen Mario Schießer KO. Auch gegen Willie Chapman war er noch im gleichen Jahr wieder am Boden.
Im Oktober 1999 kam zum Rückkampf gegen Willi Fischer. Der Kampf fand in Frankfurt am Main statt und wieder gewann der Lokalmatador umstritten, diesmal war das der Frankfurter Fischer. Nach einem weiteren Sieg beendete Weber mit 28 Jahren seine Karriere.

## Sonstiges
Der Kölner Weber war einer der wenigen Profiboxer mit abgeschlossenem Abitur und gilt als sehr eloquent. Sein Vater stammt aus Zaire, seine Mutter ist Deutsche. Vor seiner Profikarriere arbeitete er 1992 in einer Kölner Diskothek als Türsteher und erschoss dabei einen Türken. Da dieser ihn zuvor allerdings bedroht haben soll, erkannte das Gericht auf Putativnotwehr und verurteilte ihn zu drei Jahren Haft, die zur Bewährung ausgesetzt wurden. Später arbeitet er zeitweise als Kommentator bei Boxübertragungen des Pay-TV-Senders Premiere.